# Eresia fenestrata
Eresia fenestrata är en fjärilsart som beskrevs av Johannes Karl Max Röber 1914. Eresia fenestrata ingår i släktet Eresia och familjen praktfjärilar. Inga underarter finns listade i Catalogue of Life.